# Districtul Tatabánya
Tatabánya (în maghiară Tatabányai járás) este un district în județul Komárom-Esztergom, Ungaria.
Districtul are o suprafață de 331,65 km2 și o populație de 85.054 locuitori (2013).